# Soldats jouant aux dés
Les Soldats jouant aux dés est un tableau du peintre flamand Michael Sweerts (1618-1664) conservé au musée Thyssen-Bornemisza de Madrid.
Cette scène de genre a été composée vers 1655 dans les derniers moments du long séjour du peintre à Rome où il a été influencé par les Bamboccianti, spécialisés dans la description de la vie du petit peuple romain, par opposition aux tenants du grand art classique qui gravitaient autour de l'Accademia di San Luca.

## Description
La scène de plein air au bord d'une voie longeant un bosquet des abords de Rome représente un simple soldat d'environ vingt-cinq ans jouant aux dés avec un partenaire mieux vêtu. De sombres arbres inquiétants se devinent et une grande porte (de caserne ?) est fermée au fond. La lumière venant de la gauche éclaire ce personnage assis à droite légèrement de dos d'une façon énigmatique. Qui est-il ? Est-il soldat (ce qui est peu probable) ou un joueur invétéré traînant dans les bas-fonds de Rome pour assouvir sa passion ? Il est visiblement en train de perdre aux dés et son compagnon lui montre son jeu d'un air qui ne laisse pas de place au doute, le chapeau penché crânement. Interloqué, le personnage de droite vêtu de jaune regarde le jeu avec inquiétude. Sa cape d'un rouge vif jetée sur la droite est l'autre élément de couleur majeur de ce tableau qui, par ailleurs, n'est composé que d'ocre, de brun et de gris. On peut douter de la condition de soldat de cet homme aux mèches de cheveux passés au fer du friseur avec un pourpoint de dentelle et un justaucorps de velours jaune vif. De plus sa condition physique - il est maigre et légèrement voûté - ne s'apparente pas à celle de son partenaire bien bâti. Sa cape roulée est le symbole de son caractère troublé. Au fond, on distingue à peine dans la pénombre un couple de passants misérables et âgés (comme le temps qui passe) qui ne prêtent pas attention à la scène, la tête baissée, plongés dans leurs préoccupations.
Le jeune homme sûr de lui est assis devant son partenaire derrière un grand tambour (le sien ?) qui sert de table de jeu. Ce tambour est du même genre que celui des Soldats jouant aux dés du Bambocciante Michelangelo Cerquozzi qui peint le même sujet une vingtaine d'années plus tôt, mais dans un style plus brutal et fruste. Chez Sweerts, la scène a plus de profondeur psychologique. Le jeu de dés est un symbole de l'avenir toujours incertain. Le soldat lui-même, de par son métier, met toujours sa vie en jeu au combat. Il profite de ce moment vespéral de liberté pour jouer son propre sort ; mais il semble gagnant dans cette scène (il montre deux as), contrairement à son partenaire plus aisé. Son métier de soldat est suggéré par la cuirasse qu'il a laissée sur la gauche de la scène. Au fond, on aperçoit un pan de ciel nuageux dans la nuit qui ajoute à l'incertitude du destin. Quelle est la question qu'a voulu poser Michael Sweerts?
Ce tableau est à mettre en parallèle avec d'autres œuvres romaines de Sweerts, comme Les Joueurs de cartes (Amsterdam) et Les Joueurs de dames (1652, Rijksmuseum), avec des personnages issus d'autres milieux.